# Philosofiles
『philosofiles』（フィロソファイルズ）は、ammoflightの1stミニアルバム。2009年6月5日に発売。

## 概要
ammoflight初の全国流通CD。

## 収録曲
1. トーリ
リード曲。MVも製作された[1]。
2. エソラ
3. STAND BY ME
4. リフレイン
5. 黄昏とは
6. スモールワールド